# Montes Baikal
Los montes Baikal (del ruso: Байкальский хребет) son una pequeña cadena montañosa de Rusia localizada al sureste de Siberia. Administrativamente, los montes pertenecen al óblast de Irkutsk y parte a la república de Buriatia.

## Geografía
Los montes Baikal se encuentran en la orilla noroeste del lago Baikal,  donde acaban abruptamente, y se extienden una longitud de 300 km en dirección SSE-NNO. El punto culminante es el monte Cherski, con una altitud de 2572 m, que lleva su nombre en honor del científico polaco Jan Czerski (1845-1892), que hizo el primer estudio científico de la zona.
Están limitados, al norte, por la meseta Central de Siberia (el otro límite sur de la meseta es la sección oriental de los montes Sayanes); al oeste, por el valle del río Lena; y, al sureste, por el lago Baikal y las montañas Stanovoi. 
En las montañas Baikal nacen el río Lena y uno de sus principales afluentes, el río Kirenga (746 km). Las montañas alrededor del lago Baikal están densamente arboladas con una vegetación de tipo estepa, principalmente con coníferas hasta una cota de unos 1400 m donde cambia a una tundra de tipo alpino. Se dan el aliso gris, el álamo de Aspen, el abedul blanco, el alerce siberiano, el ábeto siberiano, el pino silvestre y la picea obovata.